# Mussaenda longisepala
Mussaenda longisepala är en måreväxtart som beskrevs av Geddes. Mussaenda longisepala ingår i släktet Mussaenda och familjen måreväxter. Inga underarter finns listade i Catalogue of Life.